# Tephrina osyraria
Tephrina osyraria là một loài bướm đêm trong họ Geometridae.